# Liberty (Texas)
Liberty település az Amerikai Egyesült Államok Texas államában, Liberty megyében, melynek megyeszékhelye is. Lakosainak száma 8279 fő (2020. április 1.).

## Népesség
A település népességének változása:

| 2010 | 8 397 |
| 2020 | 8 279 |